# Фонд „Научни изследвания“
Фонд „Научни изследвания“ е структура към Министерството на образованието и науката на България, създадена по сила на Закона за насърчаване на научните изследвания.
Фондът е юридическо лице със седалище София, второстепенен разпоредител с бюджет към министъра на образованието и науката.
Фонд „Научни изследвания“ има дълга история .  
Първият етап започва с Постановление на Министерския съвет № 83 от 26 юли 1990 г. (Държавен вестник, бр. 63 от 7 август 1990 г.), с което е създаден Национален фонд „Научни изследвания“ като юридическо лице на бюджетна издръжка. Постановлението предвижда финансови облекчения за  лица и организации, които допринасят за дейността на фонда (чл. 2, отменен с Постановление №242 от 27 октомври 1998 г.,  ДВ, бр. 127 от 31 октомври 1998 г.). 
Вторият етап е свързан със закриване на Националния фонд „Научни изследвания“ и преминаване на всички права и задължения на закрития фонд към Министерството на образованието и науката (Постановление № 52 от 18 март 1999 г., Държавен вестник, бр. 27 от 26.03.1999 ). 
Третият етап започва с приемането на Закона за насърчаване на научните изследвания в България (Държавен вестник,  бр. 92 от 17 октомври 2003 г.) и издаването от Министерството на образованието и науката на Правилник на Фонд „Научни Изследвания" (Държавен вестник, бр.73 от 20 август 2004 г.)

## Дейност
Има за цел да подкрепя проекти и дейности за насърчаване на научните изследвания, съобразени със:
- националната стратегия за научни изследвания;
- рамкови програми с определени приоритети на Европейския съюз, както и други европейски и трансевропейски инициативи;
- европейската и националната пътна карта за научноизследователска инфраструктура.
- работи в координация с другите финансиращи институции на приложни научни изследвания.[1] чл.13

Дейността на Фонд „Научни изследвания“ е регламентирана от специален правилник.
Централна функция на фонда е финансирането на проекти. Заинтересованите правят предложения в рамките на обявявани сесии и след рецензиране и преценка Фондът финансира одобрените.

## Скандали
През последните години фондът е обект на критики, прерастващи в скандали.
От 2008 до 2009 управител на фонда е Анастас Герджиков. След изтичането на мандата му той е заменен през януари 2010 г. от Емил Хорозов, който отправя множество критики към състоянието, в което е заварил фонда. В началото на 2011 г. оглавява комисия за проверка на работата на ведомството. През март излиза с доклад за нарушения „от много сериозен характер“ и подава оставката си, тъй като не получава подкрепа от министъра на образованието Сергей Игнатов.
Проведената при следващия управител Рангел Гюров сесия предизвиква публичен скандал и по-нататък довежда до оставка на министър Игнатов, който подкрепя назначения управител. През юни 2015 г. одит на МОН разкрива неефективно управление на средства във Фонда, но е оспорен от управителя Николай Христов. Същият бива арестуван месец по-късно за убийство, извършено при битови обстоятелства, поради което е отстранен, a длъжността временно се изпълнява от Геновева Жечева. През септември 2015 г. тя сигнализира, че след 2008 г. фондът е работел в нарушение на европейски правила, за което са възможни санкции.
В края на 2013 г. Емил Хорозов публикува книгата „Проектният бизнес и ограбването на науката – наръчник на управляващия мошеник“, в която описва събитията около фонд „Научни изследвания“. Сметната Палата излиза с одит за дейността на фонда за периода 2008-12 г.
След 2019 г. управител на фонда е проф. дхн Георги Вайсилов.